# You Rock My World
"You Rock My World" é uma canção do cantor norte-americano Michael Jackson, presente em seu décimo e último álbum de estúdio, Invincible (2001). Foi lançada como primeiro single do álbum em 22 de agosto de 2001, através da Epic Records.
"You Rock My World" alcançou a décima posição da Billboard Hot 100 e foi a última canção de Jackson, em vida, a figurar no top dez da tabela; a canção "Love Never Felt So Good", lançada postumamente, conquistou a nona posição em 2014. O desempenho de "You Rock My World" na tabela dependeu apenas de airplay, já que nenhum single comercial foi lançado inicialmente nos Estados Unidos. A canção alcançou o topo dos gráficos da Austrália, Aústria, Canadá, Dinamarca, Finlândia, Alemanha, Itália, Países Baixos, Suécia, Suíça e Reino Unido. A canção foi indicada ao prêmio de Melhor Performance Vocal Pop Masculina no 44º Grammy Awards.
Como parte da divulgação de "You Rock My World", um videoclipe foi lançado. O vídeo, de treze minutos e meio de duração, foi dirigido por Paul Hunter e conta com a participação de Chris Tucker, Marlon Brando e Michael Madsen. No videoclipe, Jackson e Tucker retratam homens que estão tentando conquistar o afeto de uma mulher. O vídeo foi comparado aos vídeos anteriores de Jackson para "Smooth Criminal" e "The Way You Make Me Feel".
"You Rock My World" foi apresentada ao vivo por Jackson apenas duas vezes: no Madison Square Garden na cidade de Nova York nos concertos de 7 e 10 de setembro de 2001, que celebraram a carreira de Jackson como solista. Gravações das performances foram divulgadas no especial televisivo de duas horas da CBS, intitulado Michael Jackson: 30th Anniversary Celebration.

## História
A princípio Michael planejou que o primeiro single do álbum fosse "Unbreakable", outro hit do álbum que certamente seria melhor recebida pelo público americano por além de ser mais dançante, conter a participação do rapper Notorious B.I.G., entretanto, You Rock My World vazou ilegalmente para duas das principais rádios americanas em setembro de 2001, antes de "Unbreakable" ser lançada, então a equipe de marketing da Sony decidiu lançar You Rock My World como 1º compacto.
A partir daí iniciou-se uma grande confusão entre a gravadora e o cantor mais poderoso do mundo, sendo até considerada a maior briga entre cantor e gravadora da história. Michael negou-se a fazer qualquer tipo de promoção para o álbum e só aceitou gravar o videoclipe desta música porque seus advogados encontraram cláusulas em seu contrato com a Sony, onde caso ele não aceitasse gravar o clipe, seria processado. O fato gerou um tremendo mal estar e Michael resolve sair da equipe da gravadora. Firma-se então um acordo: Michael poderia deixar a Sony, mas antes deveria lançar uma "trilogia" de coletâneas com seus grandes sucessos. Dessa forma, You Rock My World ficou conhecida como a última "grande música" de Michael Jackson em vida.

## Música
Nessa faixa, Michael tocou todos os instrumentos. A canção é uma mistura de R&B contemporâneo com música disco. Quando foi lançada a faixa foi elogiada pelos críticos que chamaram atenção a harmonia e aos vocais da música, que soava orgânica e contemporânea lembrando antigos sucessos como, Rock with You, Billie Jean e Remember the Time.
You Rock My World foi um sucesso arrebatador. A canção chegou na #1 colocação no United World Chart com cerca de 3 milhões de copias vendidas, era o retorno do Rei do Pop ao seu lugar, o top das paradas de sucesso. Nos Estados Unidos alcançou a #10 posição no Chart Billboard, já no Reino Unido You Rock My World chegou a #2 posição. No Brasil a música também foi muito bem sucedida, permanecendo semanas em 1º lugar nas paradas das rádios de todo o país.
Por You Rock My World, Jackson em 2002 foi nomeado para o Grammy Award de Melhor Vocal Pop Masculino, mas perdeu o gramofone para James Taylor com a canção Don't Let Me Be Lonely Tonight.

## Performance ao vivo
Michael só performou a música ao vivo nos 2 shows realizados em 07/09 e 10/09 de 2001 respectivamente para a comemoração dos seus 30 anos de carreira solo. A música era o encerramento dos shows e em um dos shows, mais especificamente o do dia 07, que foi televisionado, o cantor Usher e o ator Chris Tucker dançaram junto de Michael.No Grammy de 2002 Michael Jackson apresentaria You Rock My World, mas a organização do evento boicotou tal apresentação porque Michael Jackson aceitou ir ao American Music Awards de 2001 para receber o prêmio de Lenda Viva.

## O último videoclipe da carreira
Dirigido por Paul Hunter, foi lançado em setembro de 2001. Envolvente, o clipe faz lembrar bastante as produções do astro nos anos 80, em especial os vídeos da era Bad, onde ele estava em seu maior auge. Nele, Michael e Chris Tucker estão jantando em um restaurante japonês quando são atraídos por uma jovem bonita até o cassino de um hotel. Nele, Michael inicia uma disputa com um mafioso do local (vivido por ninguém menos que Marlon Brando) pela moça.
O vídeo fez um homenagem a Marlon Brando, amigo pessoal de Jackson. Na sequência inicial aparece o letreiro com o nome do hotel, de nome "Waterfront Hotel", nome do mesmo filme que consagrou Marlon.
You Rock My World foi exibido na Europa, Ásia, África e Oceania no dia 21 de setembro de 2001. Devido aos atentados de 11 de setembro de 2001 o vídeo só foi exibido na América no dia 26 de setembro do mesmo ano. O clipe ganhou um NAACP Image Award de Melhor Video Musical em 2002, e foi votado pelos leitores da Billboard como o quarto melhor videoclipe dos anos 2000.

## Faixas
1. Intro - 0:32
2. "You Rock My World" (Álbum Version) – 5:08
3. "You Rock My World" (Radio edit) – 4:28
4. "You Rock My World" (Instrumental) – 5:07
5. "You Rock My World" (A cappella) – 5:00
6. "You Rock My World (Remix)" featuring Jay-Z (Produzido por Kanye West & Michael Jackson) - 3:22

## Desempenho nas paradas
| Paradas (2001)                                 | Melhor posição |
| ---------------------------------------------- | -------------- |
| Austrália (ARIA)                               | 4              |
| Áustria (Ö3 Austria Top 75)                    | 9              |
| Bélgica (Ultratop 50 de Flandres)              | 4              |
| Bélgica (Ultratop 50 da Valônia)               | 2              |
| Canadá Canadian Singles Chart                  | 2              |
| Dinamarca (Hitlisten)                          | 2              |
| Finlândia (Suomen virallinen lista)            | 2              |
| França (SNEP)                                  | 1              |
| O campo songid é OBRIGATÓRIO PARA PARADA ALEMÃ | 6              |
| Irlanda Irish Singles Chart                    | 4              |
| Itália (FIMI)                                  | 3              |
| Países Baixos (Dutch Top 40)                   | 3              |
| Países Baixos (Single Top 100)                 | 2              |
| Nova Zelândia (Recorded Music NZ)              | 13             |
| Noruega (VG-lista)                             | 2              |
| Portugal (AFP)                                 | 1              |
| Roménia (Romanian Top 100)                     | 1              |
| Espanha (PROMUSICAE)                           | 1              |
| Suécia (Sverigetopplistan)                     | 5              |
| Suíça (Schweizer Hitparade)                    | 5              |
| Reino Unido (Official Charts Company)          | 2              |
| Estados Unidos (Billboard Hot 100              | 10             |
| Estados Unidos (Billboard Hot R&B/Hip-Hop)     | 3              |
| Estados Unidos (Billboard Rhythmic Top 40)     | 7              |
| Estados Unidos (Billboard Mainstream Top 40 )  | 6              |
| Estados Unidos (Billboard Top 40 Tracks)       | 3              |

| Paradas (2009)                               | Melhor posição |
| -------------------------------------------- | -------------- |
| Austrália (ARIA)                             | 50             |
| Países Baixos (Single Top 100)               | 72             |
| Suíça (Schweizer Hitparade)                  | 46             |
| Reino Unido (Official Charts Company)        | 60             |
| Estados Unidos (Billboard Hot Digital Songs) | 62             |